# Álvaro Bermejo
Álvaro Bermejo Marcos (San Sebastián, 1 de agosto de 1959) es un escritor y periodista español.

## Biografía
Nació en San Sebastián, el 1 de agosto de 1959, viviendo en una época marcada por la tensión.política y social. Tras cursar estudios en la Universidad de Deusto se licenció en Historia y Antropología por la Universidad Autónoma de Barcelona. De regreso a San Sebastián inició su trayectoria creativa como performer dentro del grupo de agitación contracultural CLOC,del que fue uno de sus fundadores junto a Fernando Aramburu. Su primer premio importante fue el Ciudad de San Sebastián de 1983 por su relato El Socialista. Galardón que volvió a mercer cinco años después con una traducción al euskera de otro de sus relatos, Hacia la Aurora - Egunsentirantz.
Entre 1983 y 1986 llevó La Contra del diario La Voz de Euskadi. En 1988 comenzó a colaborar en El Diario Vasco, cubriendo secciones de entrevistas y comentarios de actualidad como Gente de Palabra o La Vida on Line. 1998 fue el año de su primer encuentro con el escultor Jorge Oteiza, con quien mantendría una estrecha amistad que marcó decisivamente su trayectoria personal y creativa.
Según el propio Bermejo durante su andadura en CLOC entre los años 1978 y 1983, “le importaba más la situación de Nicaragua o Palestina que la del País Vasco”  y se posicionó “contra la vieja guardia franquista y postfranquista, pero también contra las nomenclaturas emergentes, las de los partidos nacionalistas que ya apuntaban las mismas maneras excluyentes y dogmáticas de sus predecesores en todos los ámbitos incluido, por supuesto, el cultural” . Además manifestó que “los aparatos nacionalistas reducían la cultura a una cuestión lingüística” . Por otro lado, la conmoción suscitada por el asesinato del diputado popular Gregorio Ordóñez en 1995, le impulsó a subir a la tribuna en un homenaje junto a intelectuales tan destacados como Fernando Savater o Kepa Aulestia. A partir de entonces comenzó a sentir la presión del nacionalismo radical, y vio morir asesinados a amigos personales como el exministro socialista Ernest Lluch o el periodista José Luis López de Lacalle. Bermejo defendió una posición independiente sostenida por sus artículos semanales en El Diario Vasco.
Entre 1996 y 1998 coordinó el ciclo internacional de conferencias Más de seis propuestas para el próximo Milenio, que contó con la participación de pensadores como Noam Chomsky, Fernando Arrabal y François Baudrillard. Entre 1997 y 2007 asesoró el proyecto Bajo la piel del otro, dirigido por Karin Ohlenschlager y Luis Rico, en colaboración con la Fundación Europa. Desde 2006 figura asimismo como asesor del Medialab Institute y de la Red E-Biolab. En 2008 dirigió un relevante Curso de Verano de la Universidad del País Vasco, Internet, la Última Utopía, donde participaron intelectuales tan destacados como Stephan Harding, Derrick de Kerckhove y Lynn Margulis. Desde 2009 comenzó a coordinar el nodo San Sebastián, dentro de la red Symbiolab, centrada en la simbiosis cognitiva, cultural, científica y ambiental.
Como escritor, Bermejo se dio a conocer en España tras la publicación de El Reino del año mil (1997) Premio Ciudad de Salamanca. Pero anteriormente ya había publicado títulos como Las Arenas y el Templo (1985), La Madonna de la Tempestad (1989), El Descenso de Orfeo (1991), Benarés (1995) o El Juego de la Mandrágora (1996). Estos cuatro títulos le depararon el Premio Nacional de Literatura del Gobierno Vasco. En 2001 mereció el premio Ateneo de Sevilla por La Piedra Imán. En 2008 volvió ganarlo, en el capítulo de Novela Histórica con El evangelio del Tíbet. En 2009 recibió el premio Internacional Luis Berenguer, por El Laberinto de la Atlántida. En 2011 su obra La increíble historia de la gula fue elegida Best Cookbook Corporate en los Gourmand World Cookbook Awards, considerados los Óscar de la literatura gastronómica, patrocinados por Gourmand International. Este mismo libro fue seleccionado como Candidato al Premio Gourmand Best in the World.
En el capítulo de curiosidades biográficas cabe destacar que en 2005 obtuvo el cinturón negro primer dan, dentro de la escuela Shito-Ryu de Karate-Do, España.[cita requerida]
En 2012 comienza a colaborar con la revista Más allá. En 2014 entra a formar parte del elenco de colaboradores de Qué leer,  y asimismo con la página de reseñas literarias Anika entre Libros, con su blog Los Papeles de Pickwick
En noviembre de 2015 se estrena como actor interpretando el papel del profesor Serebriakov en la obra Tío Vania, de Antón Chéjov, dirigida por Antonio Sáenz de Miera. Compañía Samovar. Casa del Lector. Centro Cultural Matadero de Madrid Allende Guadarrama. Hacer Teatro (enlace roto disponible en Internet Archive; véase el historial, la primera versión y la última).
En 2016 inauguró el Programa Relectores de la Fundación GSR / Casa del Lector de Madrid, junto con los filósofos Victoria Camps y Javier Gomá, los ex diplomáticos Inocencio Arias y Javier Solana, y el gobernador del Banco de España, José María Linde. Fundaciongsr.org/relectores-2/
En 2017 un jurado presidido por Alicia Giménez Bartlett, Care Santos y Santiago Posteguillo, concedía el premio Valencia Alfons el Magnánim a su novela las maléficas de Etxalar,  publicada con el título definitivo de Como el bosque en la noche.

## Polémicas y acusaciones de plagio
A lo largo de su trayectoria Álvaro Bermejo se ha visto envuelto en numerosas polémicas, que incluyen acusaciones de plagio. El primer incidente de magnitud ocurrió en 1988, cuando el escritor ganó el Premio de Cuentos Ciudad de San Sebastián en su versión en euskera con el título Egunsentirantz, cuando el propio autor ha solido jactarse públicamente de desconocer el idioma.
En el 2014 se presentó al Certamen de Relatos Cortos 'Tierra de Monegros' obteniendo en principio el segundo premio del concurso, premio que le fue retirado al incumplir las bases del concurso ya que el jurado detectó una gran coincidencia con el cuento titulado 'Comunión' del escritor Marcos Crotto (2011).
En octubre del 2015, el jurado del XX Premio de Narrativa de la Asociación de Periodistas de Ávila decidió retirarle el premio al presentar por duplicado el cuento titulado “Chez Fritz”, cuento que ya había sido premiado en un concurso anterior.

## Obras

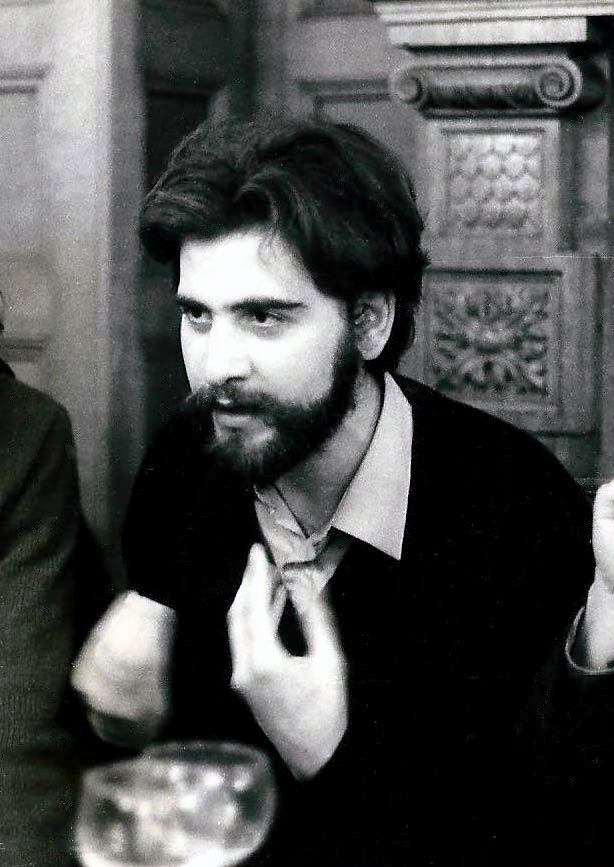
Palacio de Miramar, 1983. Premio Ciudad de San Sebastián.

### Cuentos y relatos
- 1990 - La torre de Casandra Colección Max Aub de Narrativa Breve. Castellón
- 1991 - La torre de Casandra Editorial Baroja. San Sebastián
- 1998 - La soñadora Premio Gabriel Sijé. Caja de Ahorros del Mediterráneo. Alicante
- 2012 - 'Doce relatos de fantasmas contados por ellos mismos. Amazon.es Versión Kindle.

### Obras de teatro
- 1992 - E lucevan le stelle Laga Editorial. Bilbao
- 2012 - Canción de Amor para la Bestia Humana

### Libros de viajes
- 1993 - Azul, en colaboración con Alberto Schommer

### Otros
- 2011 - La increíble historia de la gula. Editorial Nerea. San Sebastián. Prólogos de Luis Irizar y Martín Berasategi.Gourmand World Cookbook Award - España-

### Novelas
- 1989 - La Madonna de la Tempestad. Ed. Arnao. Madrid[11]
- 1995 - Benarés. Edit. Júcar. Madrid.[12]
- 1996 - El Juego de la Mandrágora. Edit. Junta de Extremadura
- 1998 - El Reino del Año Mil. Edit. Algaida.[13]
- 2001 - La Piedra Imán Edit Algaida, Sevilla[14]
- 2008 - El Evangelio del Tíbet. Edit.Algaida.
- 2010 - El Laberinto de la Atlántida. Edit.Algaida,Sevilla[15]
- 2012 - El Clan de Atapuerca. Primera Parte. La Maldición del Hombre Jaguar. Prólogo de Eudald Carbonell Editorial Anaya.
- 2012 - El Amante de Nefertiti. Algaida Internacional. Madrid
- 2013 - El Clan de Atapuerca. Segunda Parte. La Elegida del Arcoiris. Anaya. Madrid
- 2013 - Eternamente Tuya. Editorial AlgaIda. Sevilla
- 2016 - El Ingenioso Hidalgo. Editorial Algaida. Sevilla
- 2017 - Como el bosque en la noche. Ed. Versátil. Barcelona.

### E-Books
- Doce relatos de fantasmas contados por ellos mismos. Amazon.es Versión Kindle. 2012
- Psicokiller. Amazon.es Versión Kindle. 2012
- El Juego de la Mandrágora. Amazon.es Versión Kindle. 2012
- La búsqueda de la inmortalidad. Amazon.es Versión Kindle. 2012
- Los libros de fuego. Amazon.es Versión Kindle. 2012
- Paraísos perdidos. Amazon.es Versión Kindle. 2012
- El enigma de los Cátaros. Amazon.es Versión Kindle. 2012
- El enigma de los Templarios. Amazon.es Versión Kindle. 2012
- Leyendas del Temple. Amazon.es Versión Kindle. 2012
- Las profecías mayas y el fin de los tiempos. Amazon.es Versión Kindle. 2012
- El enigma de la Atlántida. Amazon.es Versión Kindle. 2012
- Todo sobre Fantasmas. Amazon.es. Version Kindle.2013

### Traducciones
- The Labyrinth of Atlantis. Barnes & Noble. London.2012
- Il labirinto di Atlantide. Leone Editore. Monza. 2013 Il labirinto di Atlantide
- The Mistery of Templars and the Ark of Convenant. Amazon Kindle. 2013
- Legends of the Temple. Amazon Kindle. 2013

## Cortometrajes
- Royal Wedding Dirigido por Miguel Caraballo, con Cristina de Inza y Joaquín Hinojosa, seleccionado para el Jameson NotodoFilm Festival, 2013'
- Zippp. Dirigido por Miguel Caraballo, con Cristina de Inza y Joaquín Hinojosa, seleccionado para el Jameson NotodoFilm Festival, 2013.

## Premios literarios

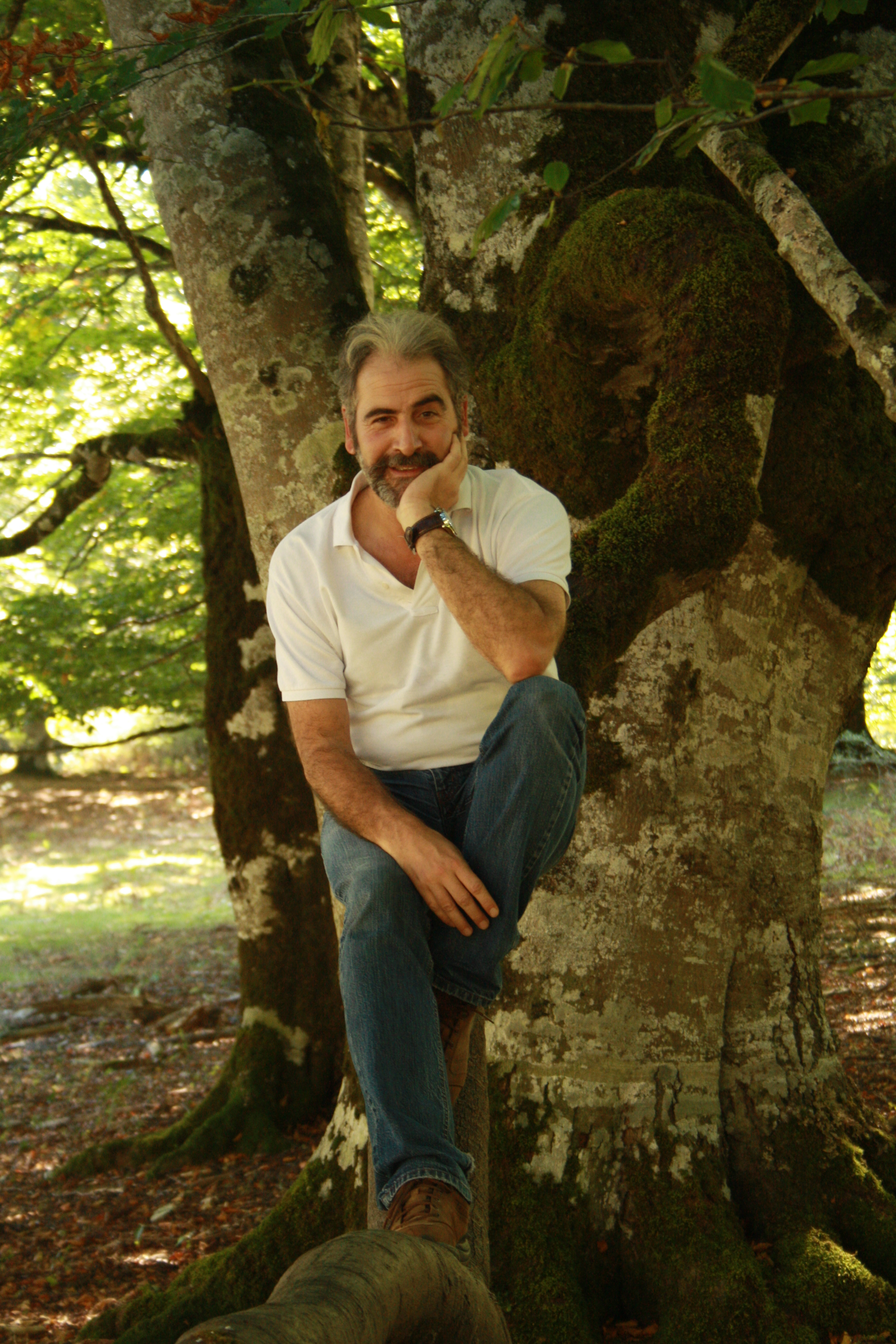
Jornadas de Literatura Fantástica en el bosque mágico de Urbasa.

- 1981 - Premio Ateneo Guipuzcoano de Poesía
- 1982 - Premio de relato Luis Buñuel
- 1985 - Premio de relato Ciudad de San Sebastián
- 1987 - Premio de novela Ciudad de Irún
- 1988 - Premio de relato ‘Actual' (Caracas)
- 1989 - Premio de novela Pío Baroja / Gobierno Vasco
- 1989 - Premio de relato Ciudad de San Sebastián
- 1990 - Premio de novela Pío Baroja / Gobierno Vasco
- 1991 - Premio International de relatos Max Aub
- 1991 - Premio de relato Imagina Euskadi
- 1993 - Premio de Teatro del Gobierno Vasco
- 1995 - Premio de novela Pío Baroja / Gobierno Vasco
- 1997 - Premio Felipe Trigo de novela, concedido por la Junta de Extremadura
- 1997 - Premio de novela breve Gabriel Sijé
- 1998 - Premio de novela Ciudad de Salamanca
- 2001 - Premio Ateneo de Sevilla
- 2001 - Premio Certamen Periodístico Internacional San Fermín Pamplona
- 2007 - Premio de novela histórica Ateneo de Sevilla'[16]
- 2008 - Finalista Premio Solos de Clarín
- 2009 - Premio internacional de Novela Histórica Luis Berenguer
- 2011 - Gourmand Cookbook Award, en la categoría de Best Cookbook Corporate, concedido por Gourmand International
- 2012 - Candidato al Premio Gourmand Best in the World, 2011
- 2017 - Premio València Alfons el Magnànim de narrativa en castellano, 2017